# Crepidium cupreum
Crepidium cupreum är en orkidéart som först beskrevs av Johannes Jacobus Smith, och fick sitt nu gällande namn av Marg. och Dariusz Lucjan Szlachetko. Crepidium cupreum ingår i släktet Crepidium, och familjen orkidéer. Inga underarter finns listade i Catalogue of Life.